# Ивановский, Антон Доминикович
Антон Доминикович Ивановский (1823 — 7 [19] июля 1873) — историк и богослов; родом поляк, служил 18 лет библиотекарем в Императорской публичной библиотеке. Последние четыре года своей жизни состоял профессором богословских наук при Римско-Католической Духовной академии.
Скончался 7 [19] июля 1873, похоронен на римско-католическом кладбище в Санкт-Петербурге.
Опубликовал:
- «Дочь купца. Рус. нар. рассказ из минувшего времени [в стихах]» (СПб., 1861),
- «О киевском уроженце П. Дубровском» (Киев, 1869),
- «Археологические исследования государственного канцлера Н. П. Румянцева и митрополита Евгения и пр.» (Киев, 1869),
- «Ф. И. Прянишников и его картинная галерея» (СПб., 1870),
- «Иван Михайлович Снегирев и его дневник воспоминаний с 1821—1865 год» (СПб., 1871),
- «Высокопреподобный Евгений, митрополит киевский и галицкий» (1871),
- «Государственный канцлер граф Румянцев» (1871),
- «С. А. Хрулев» (1871),
- «Павел Александрович Муханов» (1872),
- «Беседы о Петре Великом»
- Каталог сочинений и изданий Императорской Публичной Библиотеки бывшего библиотекаря А. Ивановского. Спб. в т. Сущинского, 1871г. 32с.